# Кунтугушево
Кунтугушево (баш. Көнтүгеш) — деревня в Балтачевском районе Башкортостана, относится к Кунтугушевскому сельсовету.

## Географическое положение
Расстояние до:
- районного центра (Старобалтачёво): 14 км,
- центра сельсовета (Нижнеиванаево): 5 км,
- ближайшей ж/д станции (Куеда): 82 км.

## История
Деревня основана башкирами на собственных вотчинных землях в Кыр-Таныпской волости и впервые упоминается в XVII веке.
В 1722 году в деревне были учтены служилые мещеряки (количество человек не указано).
Башкир Фасфритдин Миндиянов сын Наваев с 1789 года 4 раза находился на военной службе на Оренбургской пограничной линии вдоль реки Яик.
В 1795 году в деревне Кунтугуш при речке Мата в 12 дворах проживал 101 башкир-вотчинник. В 3 домах было 12 мишарей, в 3 домах 14 тептярей. Как указано в документах, мишари и тептяри поселились здесь «по допуску башкир-вотчинников Кыр-Таныпской волости». Тептяри были припущены по указу Оренбургской экспедиции из Уфимской провинциальной канцелярии (во главе с И. К. Кириловым) от 7 мая 1735 года. Время припуска мишарей неизвестно.
В 1816 году (VII ревизия) в деревне проживало 74 башкир-вотчинника, 16 мишарей, 20 тептярей. В 1834 году (VIII ревизия) здесь было учтено 216 башкир, 48 мишарей, 30 тептярей обоего пола. В 1857-59 гг.(X ревизия) в 50 дворах в деревне проживало 295 башкир, в 20 дворах 162 человека из мишарей и типтяр.
Башкиры деревни относились к 10-му башкирскому кантону и состояли на службе в составе башкирского войска до 1863 года (охраняли границу, участвовали в военных походах). В составе 10-го и 5-го башкирских полков (частично) принимали участие в Отечественной войне 1812 года.
В 1906 году в 155 домах здесь проживало 906 человек, в 1920 году 1046 башкир-вотчинников и мишарей (202 двора).
Население занималось скотоводством, земледелием. В 1843 году на 216 башкир было засеяно 1528 пудов (примерно 7 пудов на душу) озимого и ярового хлеба. Жители разводили мелкий скот (129 овец, 89 коз), держали ульи и борти.

## Население
| 2002 | 2009 | 2010 |
| ---- | ---- | ---- |
| 276  | ↗295 | ↘247 |

Согласно переписи 2002 года, преобладающая национальность — башкиры (92 %).

### Язык
Согласно переписи 2010 года население деревни родным языком указало татарский язык. Язык жителей относится к байкибашевскому говору мишарского диалекта татарского языка.

## Улицы
- Улица Гагарина
- Улица Есенина
- Улица Жукова
- Интернациональная улица
- Улица К.Маркса
- Улица Ленина
- Улица Пушкина
- Улица Р.Зорге
- Улица С.Юлаева
- Советская улица
- Школьная улица

## Религия
В деревне есть мечеть.